# Dinocrate de Rhodes
Ne doit pas être confondu avec Dinocrate.

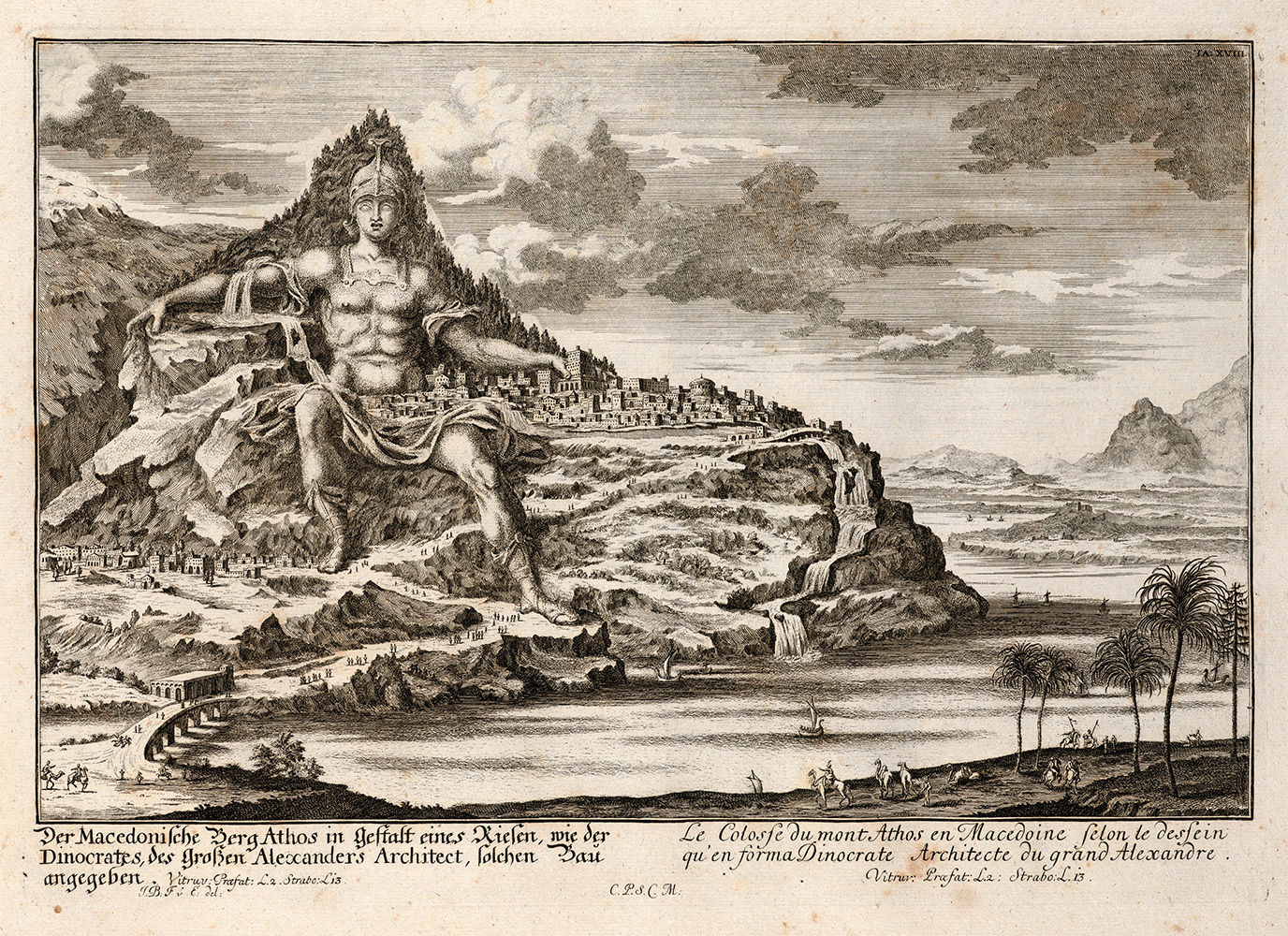
Représentation moderne du projet de Dinocrate pour le mont Athos.

Dinocrate de Rhodes (en grec Δεινοκράτης ο Ρόδιος), né à Rhodes, est un architecte et urbaniste gréco-macédonien du IVe siècle av. J.-C. Il serait l'architecte de la ville d'Alexandrie, fondée par Alexandre le Grand.
Selon une anecdote rapportée par Vitruve (De architectura, préface du livre II), Dinocrate aurait employé des moyens étonnants pour capter l'attention du roi de Macédoine. Faute de pouvoir obtenir une entrevue avec Alexandre par des lettres de recommandation ou par l'intercession de plusieurs hautes personnalités de la cour royale, Dinocrate se serait déguisé en Héraclès (en se couronnant d'une branche de peuplier, en s'enduisant le corps d'huile, en se recouvrant l'épaule gauche d'une peau de lion et en tenant une massue) afin d'être remarqué du souverain lorsque ce dernier rendait la justice. Ce stratagème ayant réussi, Dinocrate se présenta à Alexandre et lui exposa un projet urbanistique extraordinaire : il lui proposa de donner au mont Athos la forme colossale d'un homme tenant dans sa main gauche une grande ville et, dans sa main droite, une coupe gigantesque destinée à recueillir les eaux de la montagne avant qu'elles ne se jettent dans la mer. Après avoir fait remarquer à Dinocrate que cette nouvelle ville, dépourvue d'un vaste terroir capable de la ravitailler, serait entièrement dépendante des importations par voie maritime, Alexandre désapprouva ce projet mais décida néanmoins de garder le surprenant architecte à ses côtés.
Devenu maître de l’Égypte, Alexandre décida de faire naître une ville au bord de la mer.
C'est en collaboration avec Cléomène de Naucratis, administrateur grec responsable de l'Égypte et du désert arabique, que Dinocrate dressa, sur les directives d'Alexandre, les plans d’un projet urbain pharaonique. Le tracé du plan de la nouvelle cité était établi selon un plan hippodamien. Ce type de plan, qui tirait son nom de la construction de la ville du Pirée au Ve siècle par Hippodamos de Milet, était préconisé par le maître d'Alexandre, Aristote, qui se référait à l'enseignement d'Hippocrate pour souligner la contribution d'un tel parti urbanistique à une meilleure santé des habitants de la cité :  le vent devait pouvoir circuler librement dans des rues rectilignes dont la trame avait l'avantage de canaliser l'eau de pluie. En outre, cette disposition devait contribuer à la défense militaire de la ville en permettant aux chevaux de l'armée d'y circuler sans encombre.
Selon les résultats préliminaires présentés par les archéologues, il peut avoir été l'architecte d'un vaste tombeau hellénistique découvert à Amphipolis en 2012.